# إيرينا غولاب
إيرينا غولاب هي راقصة باليه روسية، ولدت في 1980 في سانت بطرسبرغ في روسيا.